# UB40
UB40 is een reggae- en popgroep uit Birmingham. UB40 werd opgericht in 1978. Tijdens zijn bestaan heeft de band verschillende grote hits gehad, waaronder meerdere nummer 1-noteringen, voornamelijk coverversies. Enkele bekende hits van UB40 zijn "I Got You Babe", "Sing Our Own Song", "Red Red Wine" en "Kingston Town".

## Biografie

### Naam en samenstelling
De naam UB40 is ontleend aan een voormalig formulier van de Britse sociale dienst om een werkloosheidsuitkering (UB = Unemployment Benefit) aan te vragen. De band heeft een sterk multicultureel karakter, zowel muzikaal als qua afkomst; de leden hebben hun wortels liggen in Engeland, Schotland, Ierland, Jamaica en Jemen.
De bandleden zijn:
- Jimmy Brown - drums
- Robin Campbell - leadgitaar, zang
- Earl Falconer - basgitaar, zang
- Matt Doyle - leadzang (sinds 2021)[1]
- Norman Hassan - percussie, trombone, zang

Aanvullende bandleden:
- Martin Meredith - saxofoon
- Laurence Parry - trompet
- Tony Mullings - keyboards

Oud-bandleden:
- Ali Campbell (1978-2008)
- Michael Virtue (1980-2008)
- Terence "Astro" Wilson (1980-2013)
- Duncan Campbell - zang (2008-2021)
- Brian Travers - saxofoon (1978-2021)[2]

### 1978-1979
UB40 werd op 1 januari 1978 opgericht door een stel werkloze vrienden die behalve hun jeugd ook een voorliefde voor reggae deelden. Ali Campbell kreeg in een café ruzie met iemand die zijn favoriete muziek afkraakte en tijdens de ontstane vechtpartij verloor hij bijna z'n linkeroog. De schadevergoeding, 4000 pond, die hij kreeg werd gebruikt om de instrumenten van te kopen.
Nog voordat ze die überhaupt onder de knie hadden waren Campbell en Travers al bezig om overal posters op te hangen.
Op 9 februari 1979 hadden de Joebies hun eerste optreden op een verjaardagsfeest in een lokale kroeg (de Hare & Hounds). De band bestond dan nog uit de Campbell-broers, Travers, Brown, Falconer en Hassan plus toetsenist Jimmy Lynn en de Nigeriaanse percussionist Tupe Babyemi. Lynn werd al snel vervangen door Michael Virtue terwijl Babayemi terugkeerde naar Nigeria; hij bleef de band volgen en ging later in de Verenigde Staten wonen. Astro was aanvankelijk de roadie die de band aankondigde en af en toe meedeed als praatzingende toaster. Omdat zijn gastoptredens in de smaak vielen bij het publiek kreeg hij in 1980 een vaste plek in de band als trompettist/zanger. Soortgelijke scenario's speelden zich destijds ook af bij Madness en The Specials.
Door regelmatig in het voorprogramma te staan van stad-/streekgenoten The Beat en The Selecter ging de pers ervan uit dat UB40 de volgende band zou worden op het 2 Tone-label van Specials-oprichter Jerry Dammers. UB40 wilde echter niets te maken hebben met de skagolf ("Pure nostalgie") en tekende eerst een contract bij Graduate alvorens een eigen label (DEP International) te starten.

### 1980-1983
Begin 1980 verscheen hun debuutsingle King/Food for Thought. Later dat jaar volgde het debuutalbum Signing Off. UB40 sneed onderwerpen aan als racisme en werkloosheid, maar bood ook ruimte voor instrumentale nummers en een cover van Randy Newmans I Think It's Going To Rain Today. Als bijsluiter was er een 12 inch bestaande uit Madame Medusa (een aanklacht tegen het beleid van de toenmalige premier Margaret Thatcher), Strange Fruit en Reefer Madness. Deze nummers werden in 1981 samen met onder andere King, Food For Thought en The Earth Dies Screaming gebundeld op The UB 40 File.
UB40 toerde met The Pretenders en bracht in 1981 een tweede studioalbum uit. Present Arms was tevens verkrijgbaar in een dubversie en bracht met het titelnummers en de single One in Ten podiumklassiekers voort. 8 juni 1981 stond UB40 op Pinkpop nadat The Pretenders hadden afgezegd. Ter afsluiting van het festival kwamen de bandleden samen met Madness op het podium bij  Ian Dury & The Blockheads.
In 1982 verscheen het album UB44 met de single Love is All is Allright; UB40 toerde onder meer door Afrika en kwam in oktober naar Nederland dat de band al bij het eerste bezoek had omarmd ondertussen. Het muziekprogramma Countdown maakte concertopnamen die begin 1983 werden uitgezonden. Food For Thought haalde dan in een live-uitvoering de Nederlandse Top 40 en de Nationale Hitparade. Op 25 en 26 juni stond de band in het Feijenoordstadion als voorprogramma van David Bowie.

### 1983-1985
Met het coveralbum Labour of Love ging een langgekoesterde droomwens in vervulling en beleefde UB40 de grote doorbraak. De eerste single Red Red Wine (geschreven door Neil Diamond) werd in september 1983 een nummer 1-hit en liet daarbij in eigen land Madness achter zich. De overige singles op dit album werden Please Don't Make Me Cry, Many Rivers To Cross en Cherry Oh Baby. Ook Labour of Love bereikte de nummer 1-positie en tijdens de Nederlandse tournee van april 1984 kreeg de band een gouden plaat overhandigd.
De opvolger Geffery Morgan, die medio 1984 uitkwam, bevatte weer zelfgeschreven nummers; het anti-Thatchernummer If It Happens Again werd in september Alarmschijf.
1984 werd afgesloten met een Britse kersttournee; tussen de concerten door verleende Ali Campbell zijn medewerking aan de benefietsingle Starvation, een cover van de Jamaicaanse groep The Pioneers waarop ook (ex-)leden van Madness, The Specials en The Beat te horen waren. Starvation werd in januari 1985 uitgebracht, maar wist het succes van Band Aid's Do They Know It's Christmas? niet te evenaren. Als pleister op de wonde doneerde UB40 de opbrengsten van de laatste Afrikaanse tournee.
Wel succesvol was de Sonny & Cher-cover I Got You Babe die de band in 1985 opnam met Pretenders-zangeres Chrissie Hynde; het bracht hen wederom naar de eerste plaats. Het album Baggariddim bracht de hit Don't Break My Heart voort.

### 1986-1988
In de zomer van 1986 stond UB40 bovenaan de hitlijsten met het anti-apartheidslied Sing Our Own Song; dit was de eerste single van het album Rat in the Kitchen dat later dat jaar uitkwam. Het als opvolger uitgebrachte titelnummer Rat in Mi Kitchen werd door Astro gezongen; de bijbehorende videoclip was in Rusland opgenomen als onderdeel van een concertfilm.
In 1987 bracht UB40 geen nieuwe plaat uit, wel een Best Of en de Jackson Five-cover Maybe Tomorrow. In 1988 scoorde UB40 met samenwerkingsverbanden; Reckless met Afrika Bambaataa en de Dusty Springfield-cover Breakfast in Bed met wederom Chrissie Hynde.
Earl Falconer werd veroordeeld tot een gevangenisstraf wegens het veroorzaken van een aanrijding waarbij z'n broer Pablo Falconer het leven verloor. Bij de promotie van het titelloze album werd hij vervangen door de bassist van afropopband Osibisa.

### 1989-1990
In 1989 verscheen Labour of Love II, dat ondanks felle kritiek van pers en reggaepuristen wederom een succes werd; er werden ruim zeven singles van getrokken. Here I Am (Come and Take Me) en de nummer 1-hit Kingston Town groeiden uit tot live-favorieten.
In 1990 ging de band de studio in met Robert Palmer om nummers op te nemen voor diens album Don't Explain. De Bob Dylan-cover I'll Be Your Baby Tonight werd een hit.

### 1993-1995
Pas in 1993 kwam er weer nieuw werk van UB40; op Promises and Lies stonden nummers over de beloftes en leugens uit de jaren waarin Margaret Thatcher aan de macht was. De grootste hit die dit album voortbracht was, naar goed gebruik, een cover; Can't Help Falling in Love.
In 1994 haalden Ali en Robin Campbell de hitlijsten door samen met toaster Pato Banton de Equals-hit Baby Come Back onder handen te nemen.
In 1995, het jaar waarin Ali Campbell zijn eigen platenlabel begon (Kuff Records, later omgedoopt tot Oracabessa) en zijn solodebuut Big Love uitbracht, verscheen er een tweede Best Of UB 40. Naast de hits van de voorbije zeven jaar stonden er ook twee nieuwe nummers op; Superstition van Stevie Wonder en de eigen compositie Until My Dying Day.

### 1997-2000
In 1997 verscheen de echte opvolger van Promises & Lies; Guns in the Ghetto; de eerste single van dit album was "Tell Me Is It True". In het titelnummer kwam Ali Campbell met de waarschuwing "Young guns don't grow old!"
In 1998 kwamen er twee albums uit; UB 40 Present the Dancehall Album (waarop diverse artiesten uit het genre te horen zijn) en Labour of Love III. Holly Holy (wederom geschreven door Neil Diamond), Come Back Darling (geschreven door Johnny Osbourne) en The Train Is Coming werden op single uitgebracht maar konden de grote successen niet meer evenaren. De optredens daarentegen waren nog wel hits; in april 1999 kwam de band naar Nederland voor twee uitverkochte Ahoy-concerten. Ali Campbell en Brian Travers werden door Bridget Maasland geïnterviewd voor de toenmalige clipzender TMF. Op 11 juli was UB40 weer in Nederland voor een openluchtconcert in Goffertpark in Nijmegen.
In 2000 kwam er een nieuwe Best Of met daarop de Doors-cover Light My Fire. Ter promotie toerde UB40 in november als hoofdact op Night of the Proms.

### 2001-2007
In 2001 vierde de band haar 21-jarig platenjubileum met een concert in het Goffertstadion in Nijmegen. Daarna vond er een wereldtournee plaats ter promotie van het nieuwe album Cover Up, waarvan het titelnummer in opdracht van de Verenigde Naties was geschreven. The Pretenders gingen ook mee, alleen waren zij nu het voorprogramma. Op 1 december gaf UB40 een Wereldaidsdag-concert in Spanje.
Na vier jaar in de planning verscheen in 2002 UB 40 Present the Fathers of Reggae, een soort omgekeerd Labour of Love waarop klassiekers van de band opnieuw worden ingezongen door reggae-veteranen. Datzelfde jaar nam UB40 tijdens het Montreux Jazz Festival een live-dvd op.
In 2003 kwam er weer nieuw materiaal uit, Homegrown; in december nam UB40 de dvd Homegrown in Holland op tijdens de drie Kerstconcerten in Ahoy.
In 2005 verscheem het album Who You Fightin' For? waarop de Manhattans-hit Kiss and Say Goodbye werd gecoverd,
In juli 2007 toerde UB40 door Zuid-Afrika en gaf daarbij op 07-07-07 een 54 minuten durend concert op Live Earth vlak bij Johannesburg (Wieg van de mensheid).
De beide Best Of's werden verzameld op The Dutch Collection. Eind 2007 gaf UB40 vier concerten in Nederland; drie in een uitverkocht Ahoy en een in Apeldoorn.

### 2008-2010; vertrek Ali Campbell en Michael Virtue

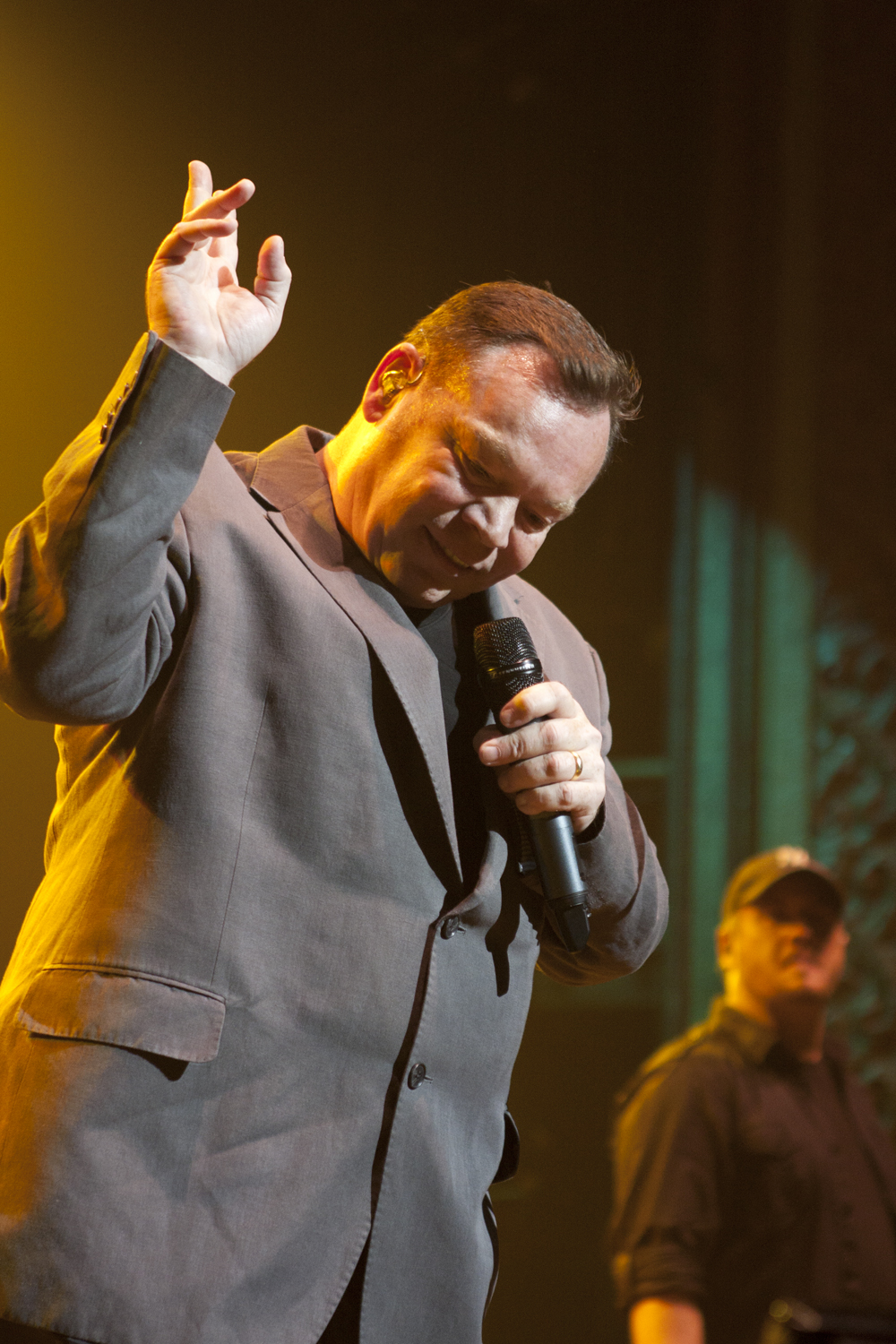
Ali Campbell in 2012

Begin 2008 bracht Ali Campbell zijn tweede solo-album  uit; op Running Free stonden duetten met Lily Allen, Katie Melua, Bitty McLean en broer Robin. Met Mick Hucknall zong hij de Smokey Robinson-hit Being With You.
Op 24 januari 2008 werd bekendgemaakt dat Ali Campbell de band ging verlaten en dat hij, tegen zijn belofte in, een solotournee had gepland. In februari gaf hij zijn laatste optredens met UB40 in Australië, Nieuw-Zeeland en Oeganda. Over het waarom van zijn vertrek zei Campbell het volgende:
"Ik kan me niet vinden in de zakelijke beslissingen die er in de afgelopen jaren zijn gemaakt, daarom ben ik uit de band gestapt; ik had geen keus. Het is lullig voor de fans die ons in al die jaren door dik en dun hebben gesteund, maar ik weet zeker dat UB40 ook zonder mij succesvol zal blijven; ze zijn al 28 jaar als familie voor me en ze zullen altijd mijn broeders blijven".
De anderen distantieerden zich van deze uitspraak en kwamen met een persverklaring die zich liet samenvatten in het volgende: "Ali heeft voor zijn solocarrière gekozen en wil niet langer met UB40 werken".
Niet veel later vertrok ook Michael Virtue uit onvrede met het management; hij sloot zich aan bij de Ali Campbell en zou daar tot 2018 blijven spelen.   De overige leden verbraken alle banden met Ali Campbell en concerten werden voortaan zorgvuldig gepland.
Op 30 april 2008 maakte UB40 bekend dat Duncan Campbell, samen met Robin, de nieuwe leadzanger werd. Tijdens de 24/7-tournee kregen ze versterking van Maxi Priest, met wie o.a. de Bob Marley-cover I Shot The Sheriff werd opgenomen.
24/7, het laatste album waarop Ali Campbell te horen was, werd op 16 juni uitgebracht maar lezers van de Britse krant Sunday Mail kregen het al op 4 mei als bijlage. 24/7 haalde in Nederland de Album Top 30; in het Verenigd Koninkrijk kwam het niet verder dan de 81e plaats.
Na de Britse tournee vertrok UB40 begin augustus 2008 naar Amerika voor een reeks optredens zonder Astro.
Op 23 november 2009 verscheen er een Best of met nummers van de eerste drie Labour of Love-albums. Op 15 februari 2010 kwam Labour of Love IV uit, halverwege de gelijknamige tournee.
Eind 2010 vierde UB40 het dertigjarig jubileum van Signing Off met een integrale uitvoering van hun debuutalbum.

### 2011-2015: faillissement en rechtszaak
Op 17 oktober 2011 sprak een rechter in de Britse stad Birmingham over Travers, Brown, Oswald en Hassan officieel het faillissement uit. Het faillissement kwam voort uit ernstige financiële problemen van het platenlabel DEP International, waarvan de bandleden zelf eigenaar waren.
In 2013 verscheen het album Getting Over the Storm waarop UB40 bestaande en zelfgeschreven countrysongs in een reggaejasje stak. De band wilde op deze manier benadrukken dat country een populaire muzieksoort is in Afro-Caribische gemeenschappen; Astro was er echter niet over te spreken en vlak voor aanvang van de tournee verliet hij de band die volgens hem "een stuurloos schip" was geworden. Astro herenigde zich met Ali Campbell en Mickey Virtue; samen begonnen ze hun eigen UB40 en namen in 2014 ze het album Silhouette op dat echter op naam van Ali Campbell werd uitgebracht.
Zanger Ali Campbell zei in december 2014 bereid te zijn naar het hooggerechtshof in Engeland te stappen over de rechten van de bandnaam UB40.
In 2015 kwamen beide UB40's afzonderlijk naar Nederland. In 2016 en 2017 gaf UB40 meerdere concerten door heel Nederland met als hoogtepunt het concert in een uitverkocht Ahoy Rotterdam op 20 oktober 2017.

### 2018-2019: veertigjarige jubilea
Eind 2018 gaf UB40 een geheim concert in de Hare & Hounds; dit als voorproefje van het 40-jarig jubileum dat door beide bands wordt gevierd. 
15 maart 2019 was de officiële releasedatum van For the Many, het eerste album met Duncan Campbell waarop hoofdzakelijk eigen nummers stonden.
Datzelfde jaar vierden beide UB40's het veertigjarig jubileum; van het Kerstconcert in Birmingham werden dvd-opnamen gemaakt.

### 2021: nieuwe zanger en overlijden Brian Travers en Astro
Tijdens de coronacrisis werkte de band met een keur aan internationale gastartiesten aan nieuwe versies van For the Many-nummers. Deze werden voorjaar 2021 uitgebracht op het album Bigga Baggariddim. De single You Don't Call Anymore (voorheen You Haven't Called) was een samenwerking met KIOKO, een lokale reggaeband die door velen werd omschreven als een jonge versie van UB40 en tijdens de jubileumtournee het voorprogramma verzorgde. De samenwerking beviel zo goed dat Matt Doyle (neef van Norman Hassan) werd aangesteld als nieuwe leadzanger; Duncan Campbell had aangekondigd te stoppen wegens moeizaam herstel van een beroerte.
Bij Brian Travers was kanker vastgesteld; hij overleed in augustus 2021 in Moseley, nabij Birmingham, op 62-jarige leeftijd.
Op 6 november 2021 kwam (ex-)bandlid Terrence Oswald Wilson (Astro) na een kort ziekbed op 64-jarige leeftijd te overlijden. Wat Wilson precies mankeerde, werd niet bekendgemaakt.

### 2022; Gemenebestspelen
Speciaal voor de Gemenebestspelen 2022 nam UB40 de single Champion op; de eerste met zang van Doyle. De band trad op tijdens de sluitingsceremonie in augustus 2022 met andere lokale en regionale acts zoals Musical Youth, Panjabi MC, Dexys, Ozzy Osbourne en Apache Indian. Champion verscheen op de verzamelaar On Record, met daarop ook It’s a Brum Ting van Friendly Fire Band, welke door de BBC werd gebruikt voor de verslaggeving van de Gemenebestspelen.

### 2023; UB45; jubileumtournee
In 2023 kondigde UB40 een tournee aan ter gelegenheid van het vijfenveertigjarig jubileum. In de zomer bracht de band een nieuwe versie uit van Red Red Wine. 1 december gaf de band een concert in Ahoy.

## Discografie

### Albums
| Album met eventuele hitnotering(en) in de Nederlandse Album Top 100 | Datum van verschijnen | Datum van binnenkomst | Hoogste positie | Aantal weken | Opmerkingen             |
| ------------------------------------------------------------------- | --------------------- | --------------------- | --------------- | ------------ | ----------------------- |
| Signing Off                                                         | 29-08-1980            | -                     | -               | -            | alleen UK-import        |
| Present Arms                                                        | 29-05-1981            | 11-07-1981            | 21              | 9            |                         |
| UB44                                                                | 1982                  | 23-10-1982            | 21              | 15           |                         |
| Live                                                                | 1983                  | 26-02-1983            | 5               | 32           | Livealbum               |
| Labour of Love                                                      | 12-09-1983            | 01-10-1983            | 1(2wk)          | 48           |                         |
| Geffery Morgan...                                                   | 01-10-1984            | 20-10-1984            | 9               | 8            |                         |
| Baggariddim                                                         | 1985                  | 28-09-1985            | 25              | 15           |                         |
| Rat in Mi Kitchen                                                   | 28-07-1986            | 09-08-1986            | 3               | 42           |                         |
| UB40 CCCP - Live in Moscow                                          | 1987                  | 20-06-1987            | 6               | 14           | Livealbum               |
| The Best of UB40 - Volume One                                       | 26-10-1987            | 07-11-1987            | 1(5wk)          | 89           | Verzamelalbum           |
| UB40                                                                | 11-07-1988            | 23-07-1988            | 7               | 25           |                         |
| Labour of Love II                                                   | 12-12-1989            | 02-12-1989            | 1(5wk)          | 78           |                         |
| Labour of Love Parts I + II                                         | 1991                  | 07-12-1991            | 69              | 5            | Verzamelalbum           |
| Promises and Lies                                                   | 12-07-1993            | 24-07-1993            | 1(3wk)          | 44           |                         |
| The Best of UB40 - Volume Two                                       | 27-10-1995            | 11-11-1995            | 24              | 15           | Verzamelalbum           |
| Guns in the Ghetto                                                  | 1997                  | 12-07-1997            | 16              | 12           |                         |
| Labour of Love III                                                  | 1998                  | 24-10-1998            | 17              | 6            |                         |
| The Very Best of UB40 1980-2000                                     | 23-10-2000            | 04-11-2000            | 8               | 49           | Verzamelalbum           |
| Cover Up                                                            | 19-10-2001            | 03-11-2001            | 18              | 8            |                         |
| Labour of Love I, II & III - The Platinum Collection                | 02-06-2003            | 16-08-2003            | 5               | 14           | Verzamelalbum           |
| Homegrown                                                           | 2003                  | 08-11-2003            | 16              | 10           |                         |
| Who You Fighting For?                                               | 13-06-2005            | 18-06-2005            | 19              | 12           |                         |
| Live at Montreux 2002                                               | 11-05-2007            | 19-05-2007            | 67              | 3            | Livealbum               |
| The Best of - Volumes 1 & 2                                         | 09-02-2007            | 25-08-2007            | 3               | 22           | Verzamelalbum           |
| Twentyfourseven                                                     | 04-07-2008            | 12-07-2008            | 27              | 9            |                         |
| Collected                                                           | 26-07-2013            | 06-07-2013            | 4               | 14           | Verzamelalbum           |
| Getting Over the Storm                                              | 30-08-2013            | 07-09-2013            | 43              | 1            |                         |
| A Real Labour of Love                                               | 02-03-2018            | 10-03-2018            | 67              | 1            | met Ali, Astro & Mickey |

| Album met hitnotering(en) in de Vlaamse Ultratop 200 albums | Datum van verschijnen | Datum van binnenkomst | Hoogste positie | Aantal weken | Opmerkingen             |
| ----------------------------------------------------------- | --------------------- | --------------------- | --------------- | ------------ | ----------------------- |
| The Very Best of UB40 1980-2000                             | 2000                  | 11-11-2000            | 10              | 13           | Verzamelalbum           |
| A Real Labour of Love                                       | 02-03-2018            | 10-03-2018            | 152             | 1            | met Ali, Astro & Mickey |

### Singles
| Single met eventuele hitnotering(en) in de Nederlandse Top 40 | Datum van verschijnen | Datum van binnenkomst | Hoogste positie | Aantal weken | Opmerkingen                                                                  |
| ------------------------------------------------------------- | --------------------- | --------------------- | --------------- | ------------ | ---------------------------------------------------------------------------- |
| Food for Thought                                              | 1980                  | 17-05-1980            | tip14           | -            | Nr. 46 in de Nationale Hitparade                                             |
| Love Is All Is Allright                                       | 1982                  | 27-11-1982            | 22              | 4            | Nr. 31 in de Nationale Hitparade                                             |
| I've Got Mine                                                 | 1983                  | 19-02-1983            | 14              | 6            | Nr. 12 in de Nationale Hitparade / Alarmschijf                               |
| Food for Thought (live)                                       | 1983                  | 16-04-1983            | 4               | 9            | Nr. 5 in de Nationale Hitparade / Alarmschijf                                |
| Red Red Wine                                                  | 1983                  | 10-09-1983            | 1(3wk)          | 11           | Nr. 1 in de Nationale Hitparade                                              |
| Please Don't Make Me Cry                                      | 1983                  | 03-12-1983            | 4               | 8            | Nr. 1 in de Nationale Hitparade                                              |
| Cherry Oh Baby                                                | 1984                  | 21-04-1984            | 7               | 9            | Nr. 7 in de Nationale Hitparade / TROS Paradeplaat Hilversum 3               |
| If It Happens Again                                           | 1984                  | 22-09-1984            | 7               | 8            | Nr. 8 in de Nationale Hitparade / Alarmschijf                                |
| Riddle Me                                                     | 1984                  | 24-11-1984            | tip9            | -            | Nr. 34 in de Nationale Hitparade                                             |
| I Got You Babe                                                | 1985                  | 10-08-1985            | 1(1wk)          | 15           | met Chrissie Hynde / Nr. 2 in de Nationale Hitparade                         |
| Don't Break My Heart                                          | 1985                  | 16-11-1985            | 13              | 8            | Nr. 11 in de Nationale Hitparade                                             |
| Sing Our Own Song                                             | 1986                  | 19-07-1986            | 1(4wk)          | 15           | Nr. 1 in de Nationale Hitparade                                              |
| All I Want to Do                                              | 1986                  | 08-11-1986            | 30              | 4            | Nr. 28 in de Nationale Hitparade                                             |
| Rat in Mi Kitchen                                             | 1987                  | 24-01-1987            | 7               | 10           | Nr. 7 in de Nationale Hitparade                                              |
| Watchdogs                                                     | 1987                  | 30-05-1987            | 8               | 9            | Nr. 13 in de Nationale Hitparade Top 100                                     |
| Maybe Tomorrow                                                | 1987                  | 17-10-1987            | 3               | 11           | Nr. 5 in de Nationale Hitparade Top 100 / Alarmschijf                        |
| Reckless                                                      | 1988                  | 05-03-1988            | 5               | 10           | met Afrika Bambaataa / Nr. 4 in de Nationale Hitparade Top 100 / Alarmschijf |
| Breakfast in Bed                                              | 1988                  | 02-07-1988            | 4               | 10           | met Chrissie Hynde / Nr. 10 in de Nationale Hitparade Top 100                |
| Where Did I Go Wrong                                          | 1988                  | 10-09-1988            | 4               | 10           | Nr. 8 in de Nationale Hitparade Top 100 / Alarmschijf                        |
| Come Out to Play                                              | 1988                  | 17-12-1988            | 15              | 6            | Nr. 33 in de Nationale Hitparade Top 100                                     |
| I Would Do for You                                            | 1989                  | 08-07-1989            | 33              | 3            | Nr. 34 in de Nationale Hitparade Top 100                                     |
| Homely Girl                                                   | 1989                  | 18-11-1989            | 2               | 13           | Nr. 2 in de Nationale Hitparade Top 100                                      |
| Here I Am (Come and Take Me)                                  | 1990                  | 24-02-1990            | 8               | 8            | Nr. 9 in de Nationale Top 100                                                |
| Kingston Town                                                 | 1990                  | 14-04-1990            | 1(2wk)          | 14           | Nr. 2 in de Nationale Top 100                                                |
| The Way You Do the Things You Do                              | 1990                  | 11-08-1990            | 11              | 7            | Nr. 15 in de Nationale Top 100                                               |
| I'll Be Your Baby Tonight                                     | 1990                  | 24-11-1990            | 5               | 9            | met Robert Palmer / Nr. 4 in de Nationale Top 100                            |
| Groovin'                                                      | 1990                  | 22-12-1990            | 18              | 6            | Nr. 13 in de Nationale Top 100                                               |
| Tears from My Eyes                                            | 1991                  | 13-04-1991            | 15              | 6            | Nr. 20 in de Nationale Top 100                                               |
| One in Ten                                                    | 1993                  | 20-02-1993            | 25              | 4            | met 808 State / Nr. 22 in de Mega Top 50                                     |
| (I Can't Help) Falling in Love with You                       | 1993                  | 22-05-1993            | 1(5wk)          | 17           | Nr. 1 in de Mega Top 50                                                      |
| Higher Ground                                                 | 1993                  | 21-08-1993            | 8               | 10           | Nr. 9 in de Mega Top 50                                                      |
| Bring Me Your Cup                                             | 1993                  | 18-12-1993            | 25              | 5            | Nr. 29 in de Mega Top 50                                                     |
| C'est la vie                                                  | 1994                  | 16-04-1994            | 28              | 3            | Nr. 34 in de Mega Top 50                                                     |
| Baby Come Back                                                | 1994                  | 29-10-1994            | 3               | 10           | met Pato Banton / Nr. 3 in de Mega Top 50                                    |
| Until My Dying Day                                            | 1995                  | 28-10-1995            | tip5            | -            |                                                                              |
| Tell Me Is It True                                            | 1997                  | 19-07-1997            | 26              | 6            | Nr. 27 in de Mega Top 100                                                    |
| Always There                                                  | 1997                  | -                     |                 |              | Nr. 93 in de Mega Top 100                                                    |
| Light My Fire                                                 | 2000                  | -                     |                 |              | Nr. 87 in de Mega Top 100                                                    |
| Since I Met You Lady                                          | 2001                  | -                     |                 |              | met Lady Saw / Nr. 69 in de Mega Top 100                                     |
| Kiss and Say Goodbye                                          | 2005                  | -                     |                 |              | Nr. 45 in de Single Top 100                                                  |
| Bling Bling                                                   | 2005                  | -                     |                 |              | Nr. 78 in de Single Top 100                                                  |

| Single met hitnotering(en) in de Vlaamse Ultratop 50 | Datum van verschijnen | Datum van binnenkomst | Hoogste positie | Aantal weken | Opmerkingen          |
| ---------------------------------------------------- | --------------------- | --------------------- | --------------- | ------------ | -------------------- |
| Food for Thought (live)                              | 1983                  | 14-05-1983            | 20              | 4            |                      |
| Red Red Wine                                         | 1983                  | 10-09-1983            | 1(1wk)          | 12           |                      |
| Please Don't Make Me Cry                             | 1983                  | 19-11-1983            | 11              | 11           |                      |
| Cherry Oh Baby                                       | 1984                  | 28-04-1984            | 22              | 8            |                      |
| If It Happens Again                                  | 1984                  | 29-09-1984            | 11              | 8            |                      |
| I Got You Babe                                       | 1985                  | 24-08-1985            | 4               | 12           | met Chrissie Hynde   |
| Don't Break My Heart                                 | 1985                  | 16-11-1985            | 15              | 4            |                      |
| Sing Our Own Song                                    | 1986                  | 09-08-1986            | 7               | 11           |                      |
| Rat in Mi Kitchen                                    | 1987                  | 07-02-1987            | 4               | 9            |                      |
| Watchdogs                                            | 1987                  | 20-06-1987            | 22              | 5            |                      |
| Maybe Tomorrow                                       | 1987                  | 17-10-1987            | 7               | 11           |                      |
| Reckless                                             | 1988                  | 12-03-1988            | 7               | 11           | met Afrika Bambaataa |
| Breakfast in Bed                                     | 1988                  | 09-07-1988            | 10              | 9            | met Chrissie Hynde   |
| Where Did I Go Wrong                                 | 1988                  | 17-09-1988            | 10              | 9            |                      |
| Come Out to Play                                     | 1988                  | 31-12-1988            | 16              | 6            |                      |
| Homely Girl                                          | 1989                  | 09-12-1989            | 11              | 13           |                      |
| Here I Am (Come and Take Me)                         | 1990                  | 10-03-1990            | 34              | 6            |                      |
| Kingston Town                                        | 1990                  | 28-04-1990            | 4               | 16           |                      |
| The Way You Do the Things You Do                     | 1990                  | 08-09-1990            | 37              | 6            |                      |
| I'll Be Your Baby Tonight                            | 1990                  | 24-11-1990            | 12              | 12           | met Robert Palmer    |
| Groovin'                                             | 1990                  | 02-02-1991            | 38              | 1            |                      |
| Tears from My Eyes                                   | 1991                  | 13-04-1991            | 26              | 6            |                      |
| (I Can't Help) Falling in Love with You              | 1993                  | 05-06-1993            | 1(3wk)          | 18           |                      |
| Higher Ground                                        | 1993                  | 04-09-1993            | 14              | 10           |                      |

### NPO Radio 2 Top 2000
| Nummers met noteringen in de NPO Radio 2 Top 2000 | '99 | '00 | '01  | '02  | '03  | '04  | '05  | '06  | '07  | '08  | '09  | '10  | '11  | '12  | '13  | '14  | '15  | '16  | '17  | '18  | '19  | '20  | '21  | '22  | '23  | '24  |
| ------------------------------------------------- | --- | --- | ---- | ---- | ---- | ---- | ---- | ---- | ---- | ---- | ---- | ---- | ---- | ---- | ---- | ---- | ---- | ---- | ---- | ---- | ---- | ---- | ---- | ---- | ---- | ---- |
| Food for Thought                                  | -   | 822 | -    | 1022 | 1013 | 1028 | 1480 | 1470 | 1684 | 1378 | 1379 | 1288 | 1331 | 1416 | 1392 | 1326 | 1429 | 1489 | 1292 | 1401 | 1548 | 1367 | 1405 | 1624 | 1720 | 1685 |
| Can't Help Falling in Love                        | 985 | -   | 1387 | 1273 | 1379 | 1210 | 1350 | 1602 | 1591 | 1458 | -    | 1799 | 1733 | 1958 | 1701 | 1940 | 1856 | -    | -    | -    | -    | -    | -    | -    | -    | -    |
| I Got You Babe (met Chrissie Hynde)               | 923 | 799 | 910  | 1301 | 1165 | 1075 | 1260 | 1411 | 1491 | 1290 | 1615 | 1483 | 1614 | 1776 | 1738 | 1600 | 1961 | 1930 | 1894 | 1701 | 1580 | 1715 | 1549 | 1850 | 1875 | -    |
| Kingston Town                                     | 488 | 574 | 664  | 725  | 622  | 606  | 579  | 696  | 673  | 627  | 837  | 744  | 772  | 1038 | 773  | 902  | 836  | 929  | 933  | 813  | 988  | 844  | 789  | 1035 | 1007 | 1086 |
| Red Red Wine                                      | 480 | 427 | 660  | 471  | 586  | 373  | 562  | 541  | 691  | 535  | 691  | 629  | 744  | 912  | 665  | 699  | 743  | 684  | 664  | 601  | 670  | 592  | 544  | 721  | 656  | 839  |
| Sing Our Own Song                                 | -   | 834 | 1162 | 1375 | 1442 | 1330 | 1654 | 1637 | 1917 | 1594 | -    | 1957 | -    | -    | 1692 | 1571 | 1762 | -    | -    | -    | -    | -    | -    | -    | -    | -    |

1. ↑  Een '-' betekent dat het nummer niet was genoteerd en een vetgedrukt getal geeft de hoogste notering van een nummer aan.

### Dvd's
| Dvd's met hitnoteringen in de DVD Top 30 | Datum van verschijnen' | Datum van binnenkomst | Hoogste positie | Aantal weken | Opmerkingen |
| ---------------------------------------- | ---------------------- | --------------------- | --------------- | ------------ | ----------- |
| The Collection - Classic videos          | 2002                   | 16-11-2002            | 10              | 20           |             |
| Homegrown in Holland live                | 2004                   | 05-06-2004            | 1(4wk)          | 46           |             |
| Live at Montreux 2002                    | 2007                   | 16-06-2007            | 10              | 24           |             |